# Málta megalitikus templomai
Málta megalitikus templomai gyűjtőnév alatt az i. e. 3600 és i. e. 2500 között, Máltán emelt megalitikus épületek maradványait értjük. A hatalmas templomok az újkőkorszaki ember első bonyolult, előre megtervezett építményei, amelyeket az UNESCO, mint az egyetemes kultúra egyedülálló emlékeit a világörökség részének deklarálta.

## A templomcivilizáció

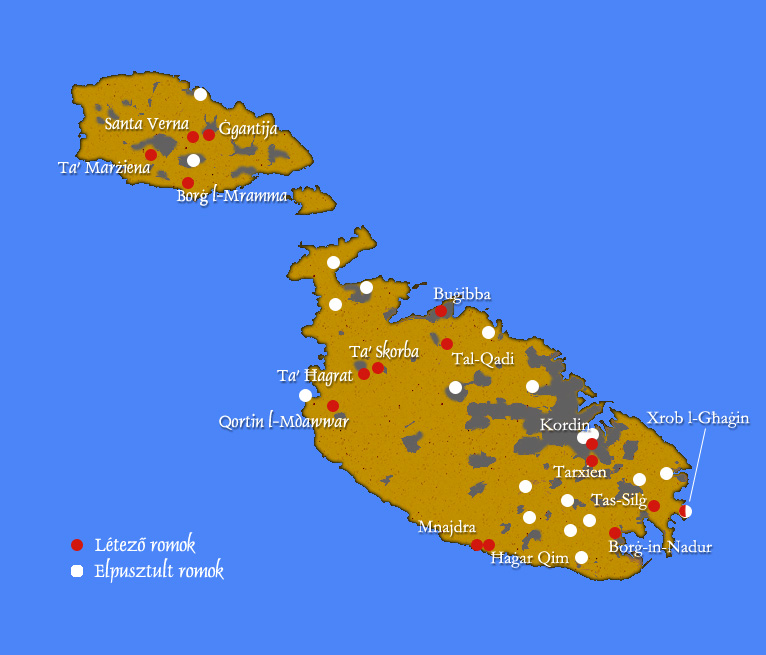
Málta kőkori templomainak elhelyezkedése

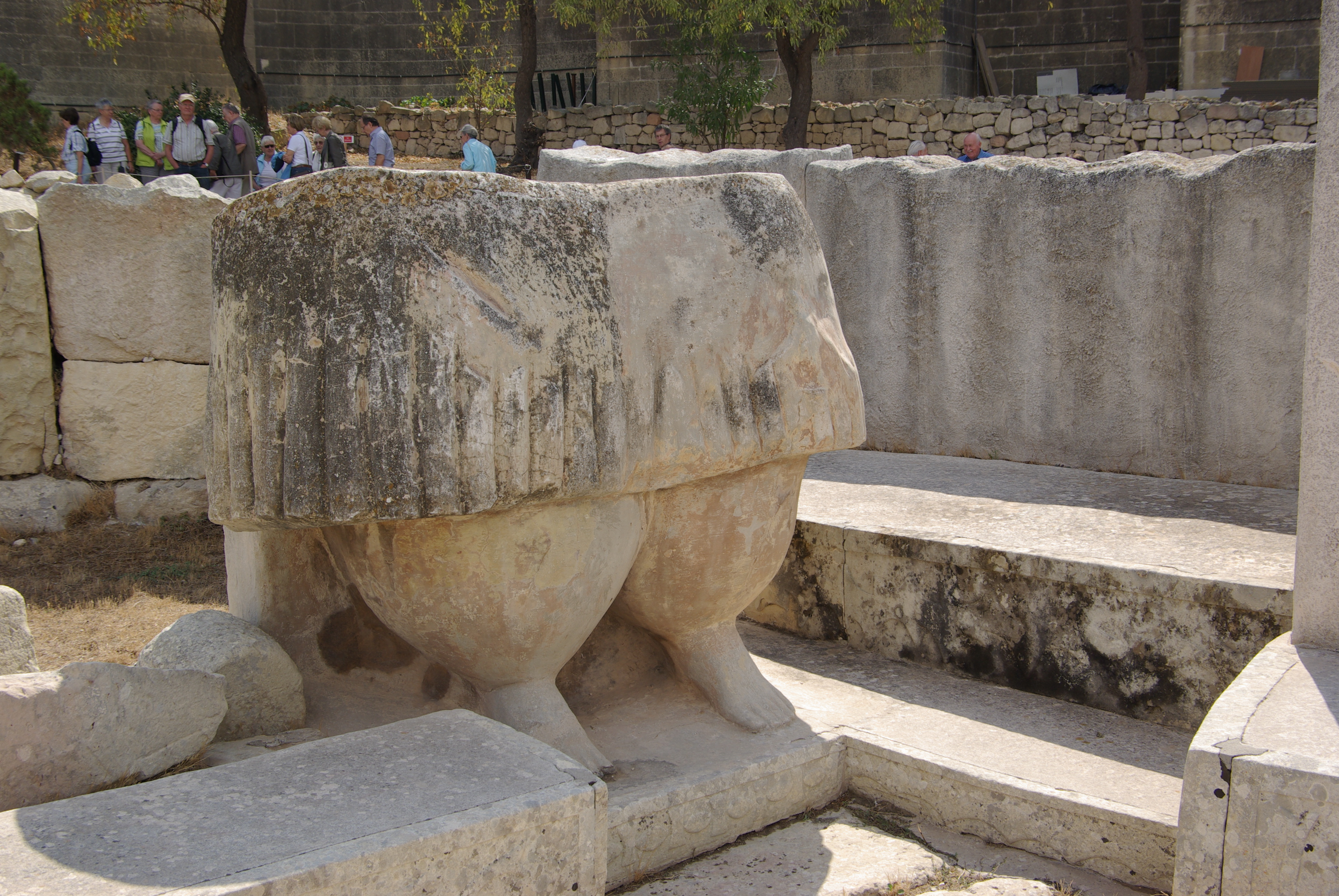
Tarxien: Termékenység istennő torzója

Eredetileg, 1980-ban a Gozo szigetén található Ġgantija komplexum két temploma kapta meg a világörökségi státuszt, majd 1992-ben további öt őskori templomegyüttesre terjesztették ki a címet:
- Ġgantija, valamint
- Ħaġar Qim
- Mnajdra
- Ta' Ħagrat
- Ta' Skorba  és
- Tarxien

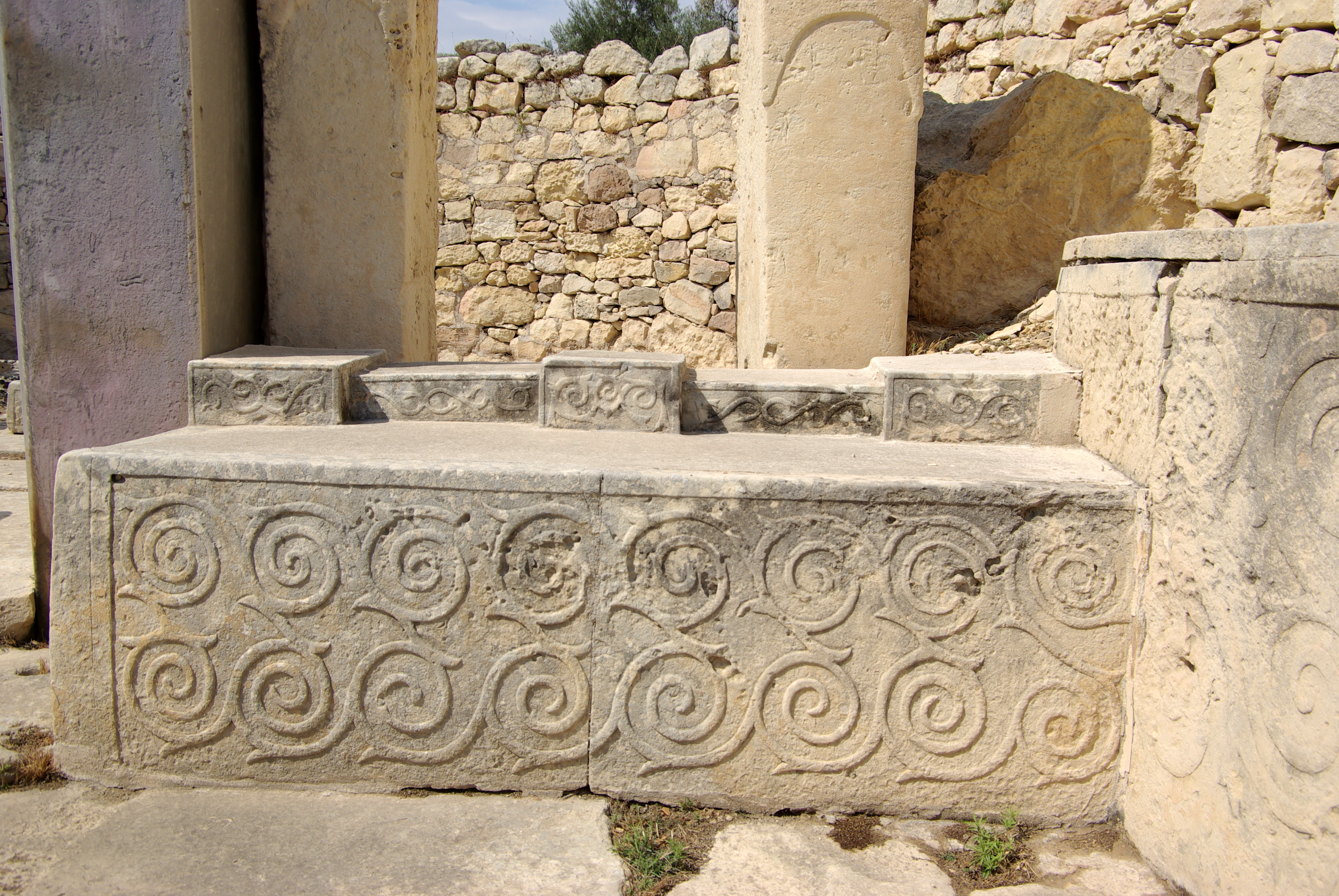
Az élet spirálja - Tarxien

Málta szigetének első lakói a szicíliai Stentinello-kultúrából, egyes források szerint Agrigento környékéről származó földművesek és állattenyésztők voltak, akik i. e. 5000 körül érkezhettek – a régészek jellegzetes, geometrikus elemekkel díszített kerámiaedényeik alapján azonosították őket. A következő évszázadokban újabb csoportok érkeztek Szicíliából. Az itt kialakult fejlett civilizáció mai ismeretek szerint huszonöt megalitikus templomot emelt. I. e. 3600 körül kezdődött Gozo szigetén a Ġgantija templomkomplexum építése, emellett föld alatti temetkezési helyeket, mint a Xagħrai kőkör, a żebbuġi föld alatti sírok, végül i. e. 3300 / 3000 között a Paola közelében feltárt és ugyancsak 1980-ban világörökségi státusztra emelt Ħal Saflieni-i hipogeum. Az i. e. 3000-től i. e. 2500-ig tartó periódus volt a máltai „templomcivilizáció” fénykora: ekkor épültek az Mnajdra, a Ħaġar Qim és a tarxieni vallási célú épületegyüttesek, amelyek spirális díszítései, szobrai és épületelemei megerősítik, hogy a mediterrán Anyaistennő-kultuszhoz kapcsolódtak.
A templomok építése jelentős társadalmi átalakulásokat jelez: elkezdődött a rétegződés, a hierarchia létrejötte, és kivált egy nagyobb hatalommal bíró csoport, amely az építkezéshez szükséges forrásokat, munkaerőt kézben tudta tartani. A templomok egyértelműen tanúskodnak egy szakértő kézműves-réteg létéről is. Sok szükséges információ hiányzik azonban, nincs adatunk a templomokat építő társadalom hétköznapjairól, egyetlen lakóhelyüket sem sikerült biztosan azonosítani, és nincs magyarázat a templomok véletlenszerű elhelyezkedésére sem. Születtek elméletek arról is, hogy Málta csupán a szicíliaiak "szentély-szigete" volt, ám a távolság ez ellen szól.
A megalitikus templomépítészet megjelenését a régészet - a legutóbbi időkig - alapvetően G. Childe neolit-forradalmi elméletére alapozva az élelemtermelő társadalomfejlődési szakaszt követőnek tekintette. Napjaink régészeti kutatási eredményei - ha nem is cáfolják - árnyaltabb, a mindenkori helyi környezethez igazodó, változatosabb társadalomfejlődési folyamatokat feltételeznek, többek közt a rituális helyszínek (mint vallási és társasági találkahelyek) létesítését és működtetését is ide sorolják (a Termékeny félhold területén most folyó feltárások, pl. Göbekli tepe rituális kőkör-telepeihez hasonlóan).
Ezután a máltai szigetvilág ismeretlen okból teljesen elnéptelenedett. A később érkező új telepesek mintegy ezer évig temetkezési helyként használták a tarxieni templomokat és kiegészítésül egyszerű dolmeneket emeltek. (A régészek Salentóban találtak ezekhez hasonlókat, ezért feltételezik hogy Pugliából jöttek.)  I. e. 1500 körül a sziget negyedik megszállása során újabb népcsoportok érkeztek Szicíliából, akik erődített falvakban telepedtek le. Ezután a karthágóiak, a föníciaiak, majd i. e. 218-ban a rómaiak szállták meg a szigeteket, de a megalitikus templomok csodálatos civilizációja ekkorra távoli emlék volt csupán.

## Az őskori építészet remekei
Az Anyaistennő máltai  templomai a csiszoltkő-korszak emberének építészeti remekművei. A nagyszabású, több helyiségből álló épületek teljesen újszerű, kreatív vonalvezetésű „lóhere” alaprajzúak. Ez a jellegzetes forma több mint ezer éven át ismétlődött, a technikai fejlődésnek és a kultusz igényeinek megfelelő változtatásokkal. A templomok általános jellemzői, hogy egy erős, általában D, vagy félkör alakú külső fal 2-6 helyiséget zár körbe, amelyek szimmetrikusan, párosával, vagy háromlevelű lóhere alakban helyezkednek el egy folyosó vagy belső udvar mentén. A helyiségek falai apszissal ellátott félkör alakúak vagy oválisak. A máltai szakrális épületek jellegzetessége, hogy sehol sincsenek éles sarkok vagy szögletek; mind a külső falak, mind a belső helyiségek lekerekítettek. A külső és belső megalitikus falak közötti helyet földdel és kőtörmelékkel töltötték ki. Az udvarokban oltárok, medencék, edények és szobrok alkotják az állatáldozattal végződő vallási rítusok kellékeit. A templomok monumentális, homorú homlokzata tágas külső terekre néz; a szemöldökköves kapu két oldalán, gyakran hatalmas kőtömbökből formált padok fekszenek. A templomok teteje fából készült; melyeknek mára nyoma sem maradt.

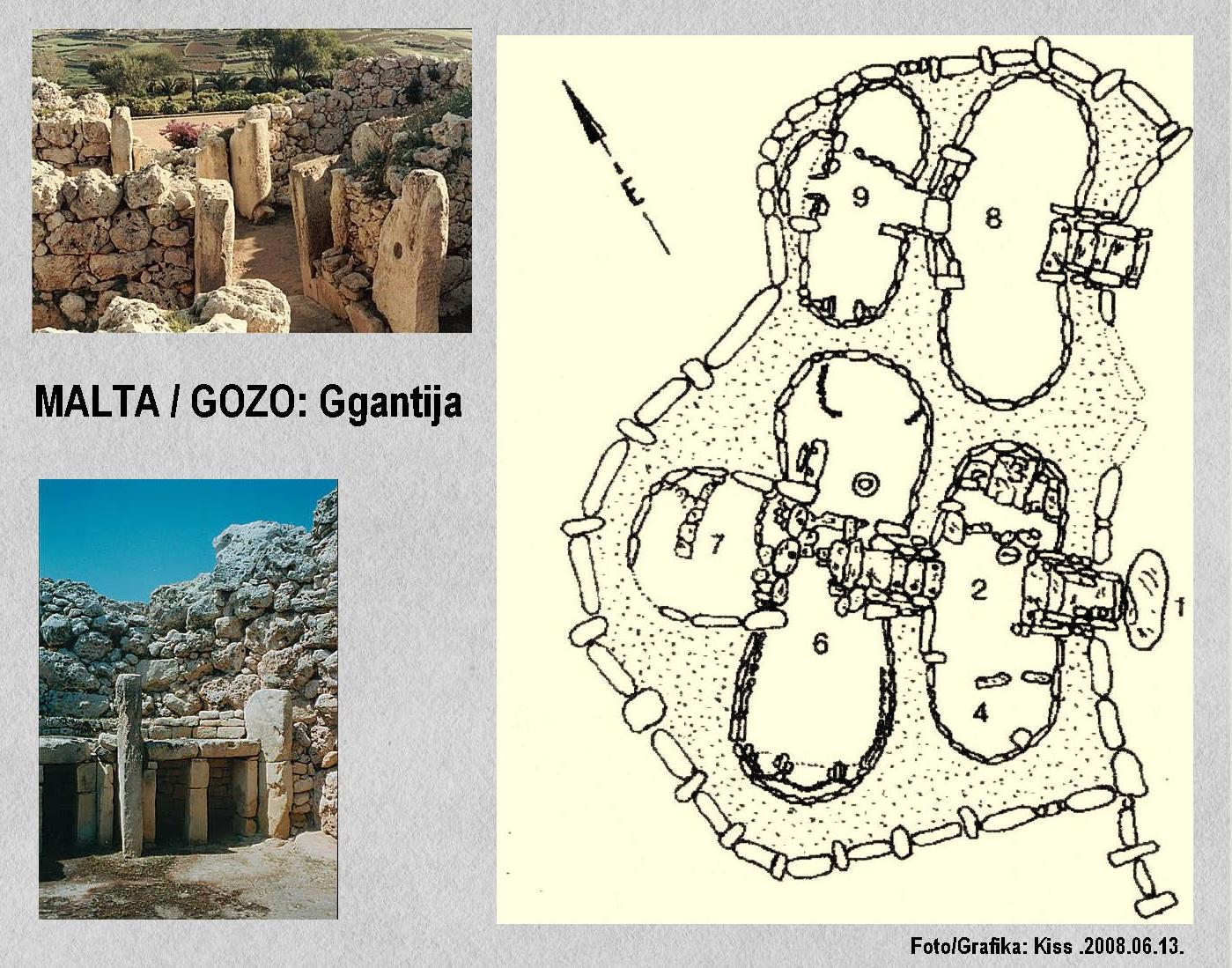
Ggantija: Templom és alaprajza

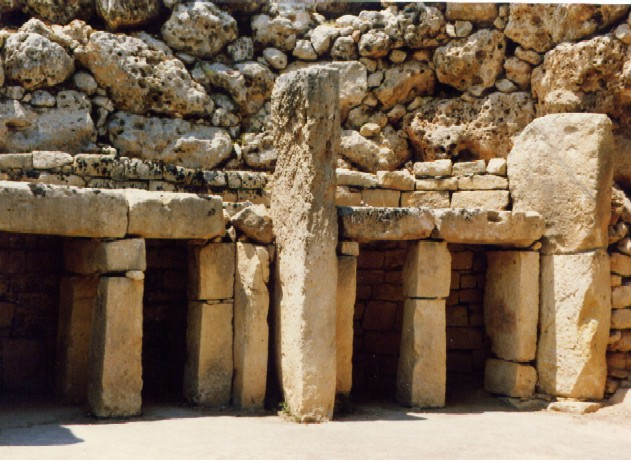
Ġgantija egyik oltára

### Ġgantija
Gozo szigetén a Xagħra-fennsík szélén található a Ġgantija komplexum két temploma. A templomokat óriási kőtömbökből álló, ma hat méter magas fal övezi.  A név jelentése: „óriások tornya”, ugyanis a hagyomány óriások védőbástyájának, tornyának tartotta. Más legenda szerint a templomokat óriás félistenek (például a bibliai Sámson nőiesített változata, Sansunna) építették, ugyanis csak ők bírták kitermelni és elszállítani az épületeket alkotó hatalmas mészköveket – az ősi máltaiaknak akkoriban csak kőszerszámaik voltak. A komplexum északnyugati falában egy kő mélyedéseit az ő ujjnyomainak tartanak.
Valójában emelőkkel, rudakkal és görgetőkövekkel szállították a dombtetőre a sziklákat, utóbbiak közül néhány ma is látható a nagyobbik templom bejárata mellett.
A déli templom a nagyobb és a régebbi. A tökéletes négyzet alakú kváderkövek két sorából álló bejárat után két egymással szemben lévő helyiség következik; innen egy a bejárattal szemben található kapun át három nagyobb terembe érkezünk, amelyek egy kövezett udvar körül, háromlevelű lóherét formázva helyezkednek el. A helyiségek belső falai befelé hajlanak.
A legnagyobb helyiség 10,50 x 9 méteres; a végében kisebb pilaszterekkel alátámasztott vízszintes mészkő lapokból összeállított oltár áll. Az oltáron kívül  különféle fülkéket, tabernákulumokat, kővázákat, négyszögletes kémlelőnyílásokat és padlóba vájt lyukakat alakítottak ki. A kisebb, északi templomban négy, csaknem félkör alakú, párosával elhelyezkedő helyiség van; a kapuk felső illetve az architrávot alátámasztó belső részén homorú kőtömböket alkalmaztak, hogy stabilabbá tegyék az építményt.
Mindkét templomban számos szobor, spirális dombormű és állatokat ábrázoló díszítés volt, amelyek összetett élet- és termékenységkultuszra utalnak. A spirál, mint a teremtő mozgás és az élet szimbóluma, számos ősi kultúrában jelen van, időnként kígyó vagy szvasztika alakjában.
A kutatók érdeklődése a 19. században fordult Ġgantija templomainak maradványai felé, és 1827-ben John Otto Bayer ezredesnek, Gozo alkormányzójának a felügyelete alatt kezdtek a térség megtisztításához és régészeti feltárásához.

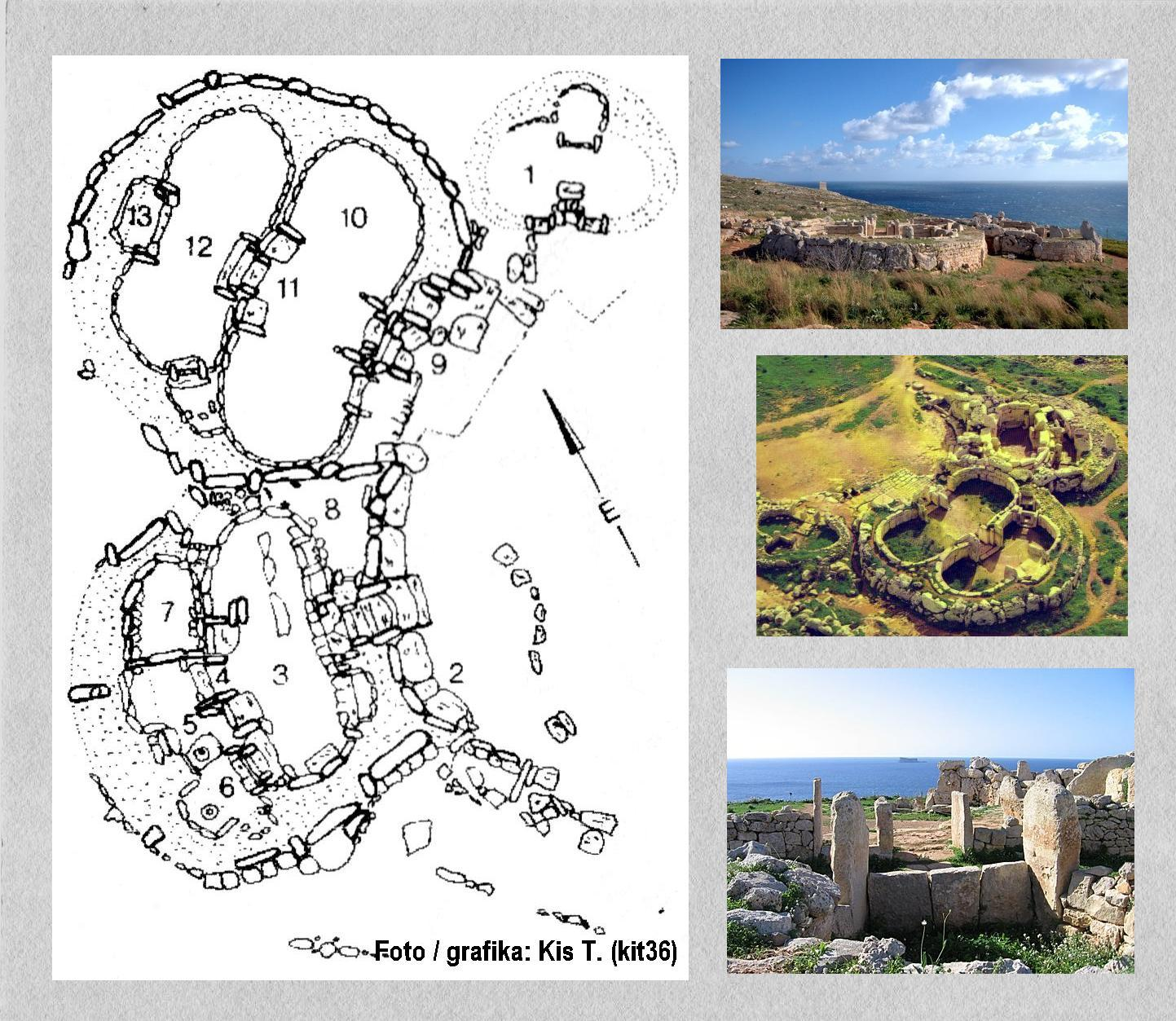
Mnajdra temploma és alaprajza

### Mnajdra
Málta nyugati partján, a kis Filfla-szigettel szemben, Qrendi községben található a három templomromból álló mnajdrai komplexum; é. sz. 35° 49′ 36″, k. h. 14° 26′ 11″35.826667°N 14.436389°E. A templomok két szinten helyezkednek el egy félkör alakú udvar körül és három különböző időszakban épültek. A legrégebbi templom a Ġgantijával egyidőben (i. e. 3600 / 3200), a másik két templom a tarxieni templomok építési szakaszának (i. e. 3150-2500) elején, illetve közepén épültek.
Az első templom a legkisebb, alaprajza háromlevelű lóhere alakot formáz és jellegét tekintve követi Ġgantija templomainak mintáját.
A legjobb állapotban a legalacsonyabban fekvő, ún. második, vagy déli templom maradt fenn.

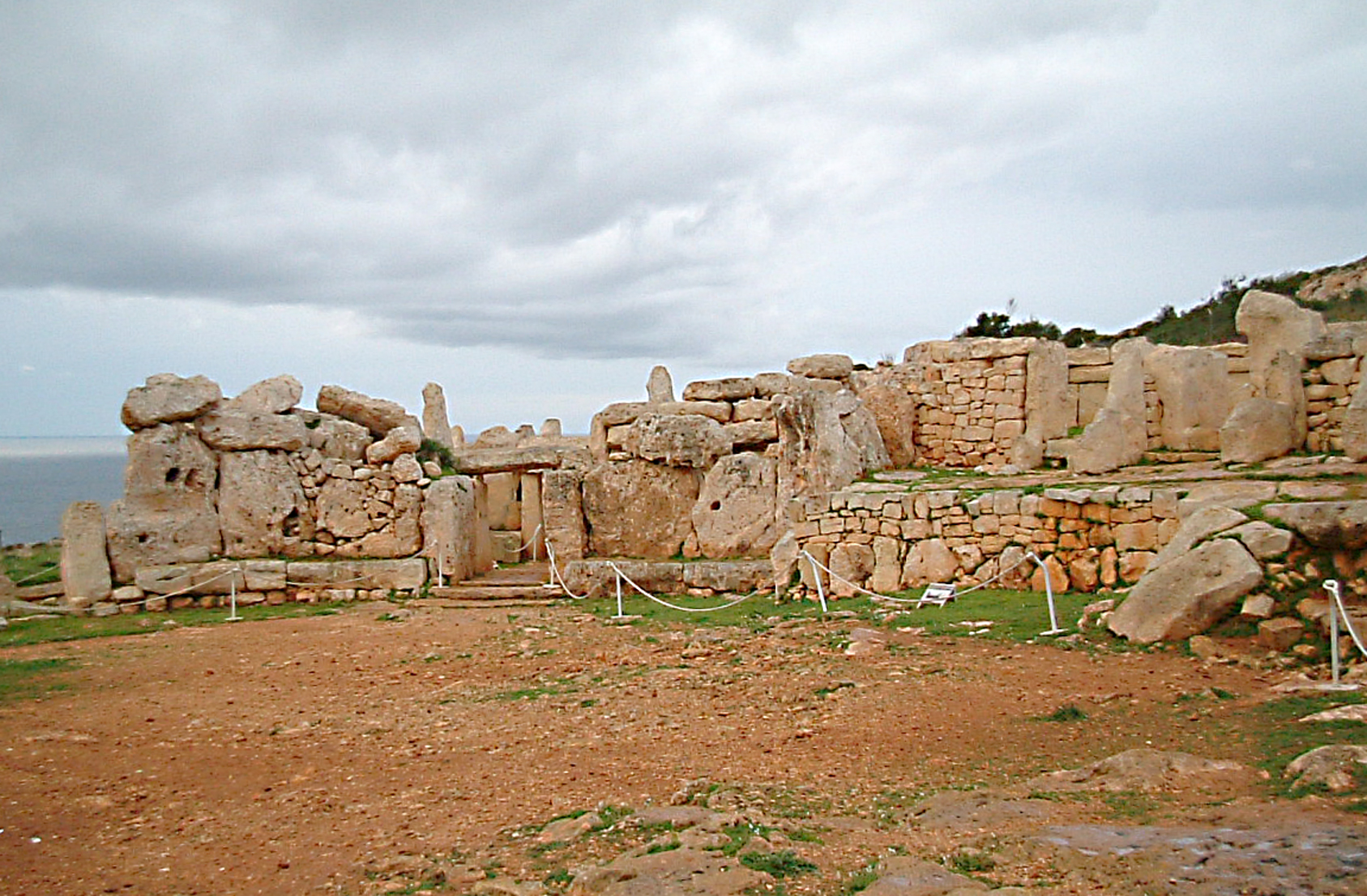
Mnajdra déli templomának homlokzata

Homorú homlokzata van, belsejében az első helyiségpár falából nagy fülkék nyínak; két mészkőtömböt találtak itt, amelyeken fúróval készített lyukak sorakoznak, egyes helyiségek – feltehetőleg az „orákulumszobák” falában pedig kémlelőnyílások vannak. Valószínűleg ezekben a titkos szobákban rejtőztek a papok jövendőmondás közben. A néhány vízszintes, befelé hajló kőtömbsor látványából arra lehet következtetni, hogy a helyiséget álboltozatos tető fedte.
A középső, legmagasabban fekvő templomba, amely utolsóként épült, monumentális hármas-kapu vezet; nevezetessége hogy egyik kőtömbjén a tetővel ellátott templom faragott mása áll.

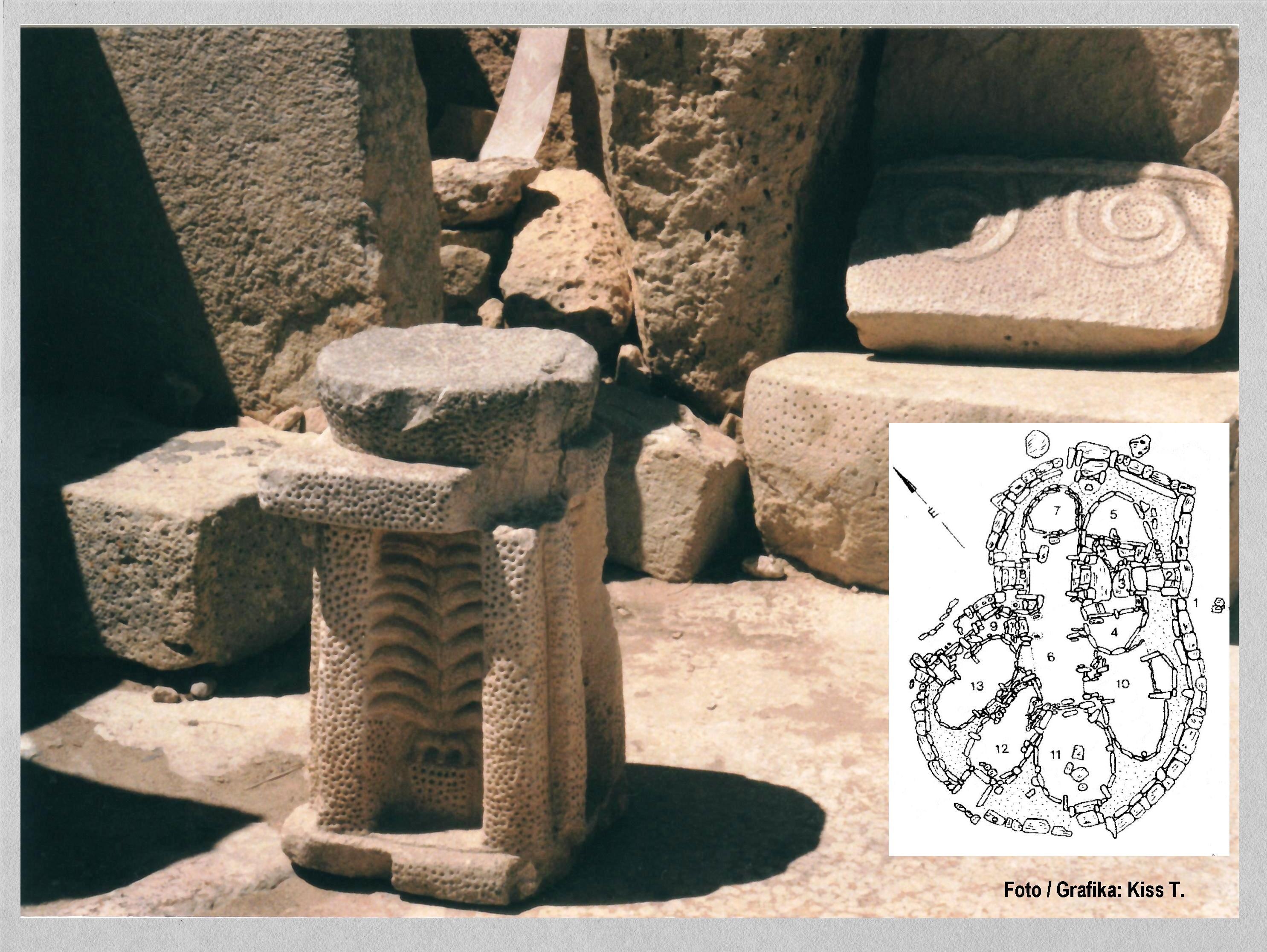
Ħaġar Qim templom és alaprajza

### Ħaġar Qim
Mnajdra templomaitól 500 méterre egy magaslaton található a sziget legnagyobb, négy önálló épületmaradványból álló megalitikus komplexuma; é. sz. 35° 49′ 40″, k. h. 14° 26′ 32″35.827778°N 14.442222°E. Az épületcsoport legjelentősebb része a többször is kibővített Ħaġar Qim-i templom, amelynek alaprajza teljesen egyedi arculatot mutat. A templom központi apszisát kelet nyugati irányban kibővítették és további szobákkal, fülkékkel egészítették ki i. e. 3000 és i. e. 2500 között. Részei: bejárat, udvar, jósfülke az udvarról további két apszisos helyiség, és két egyszerű ovális terem nyílik. Érdekessége, hogy az egyetlen olyan megalitikus templom, amelynek két bejárata van (másik „ajtó” a homlokzati főbejárattal szemben áll).

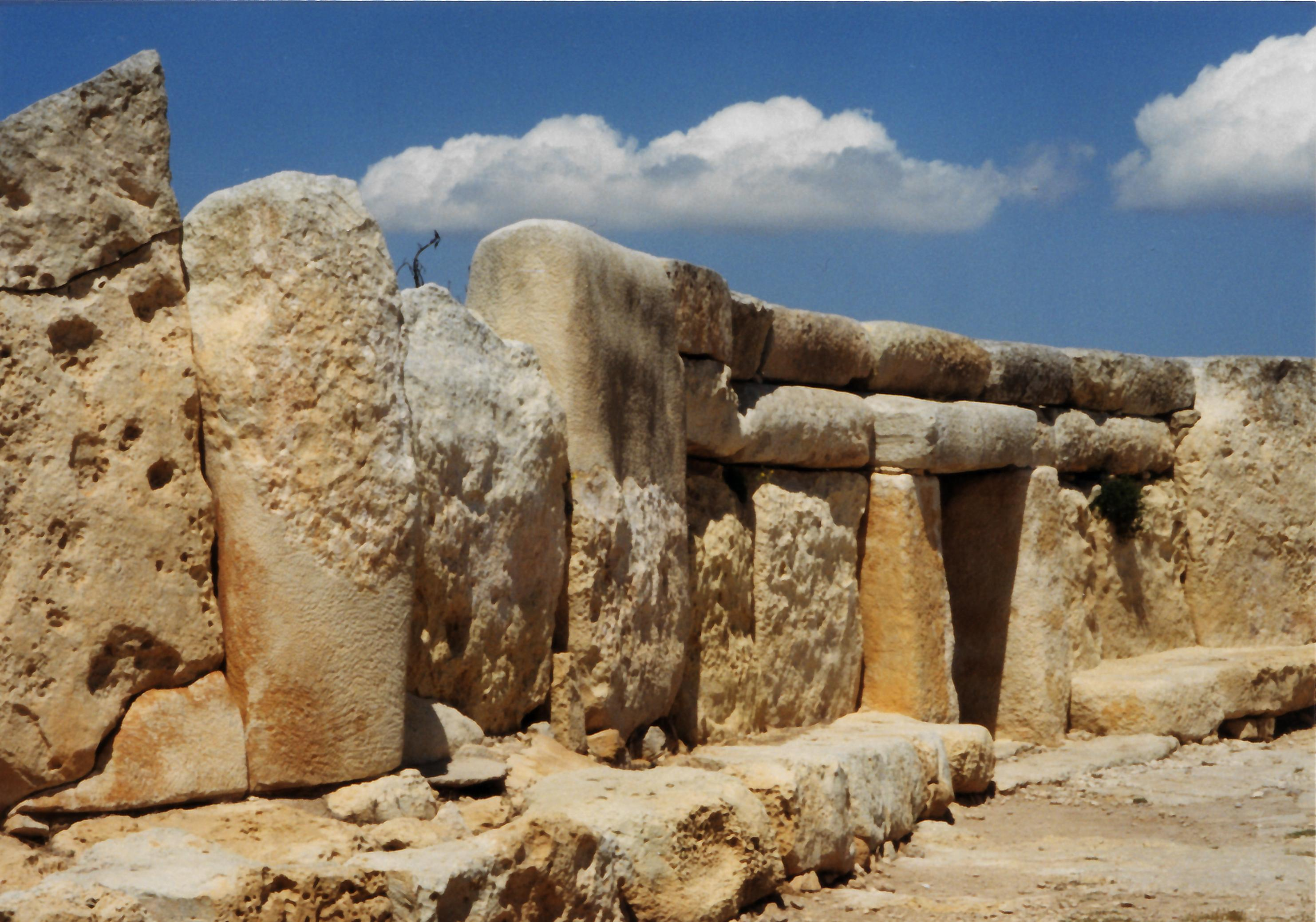
Ħaġar Qim bejárata

A monumentális homlokzat része egy 5 méter magas, a falból kiemelkedő monolit, valamint a templom északkeleti falában áll a legnagyobb mészkőlap, amely 6,4 méter széles, 5,2 méter magas és 20 tonna súlyú. A belső udvarra néző egyik terem átjárójánál két asztal alakú oltár áll; ezeket a gombára emlékeztető oltárokat kilyuggatott pilaszterek és átfúrt mészkőtömbök tartják.
A belső helyiségekből nőalakokat ábrázoló szobrok – köztük a híres „Máltai Vénusz”  – kerültek elő, amelyek a spirál- és állatmotívumokkal szépen dekorált oszlopos –, és az unikumnak tekinthető asztal-szerű oltárokkal együtt a Nemzeti Régészeti Múzeum kincseit gazdagítják Vallettában.
A legdélibb helyiségben az oltár helyén egy henger alakú monolit áll, és hasonló található a templomon kívül is, ami arra utal, hogy a templom a termékenységkultusz szolgálatában állt.
Az épületcsoport maradványaira 1647-ben találtak rá; a feltérképezés 1851-ben, az ásatások 1885-ben kezdődtek meg. A legjelentősebb feltárási szakaszt 1909-ben Sir Themistocles Zammit és T.E. Peet régészek végezték. 1947 és 1950 között restaurálási és újjáépítési munkálatok folytak.

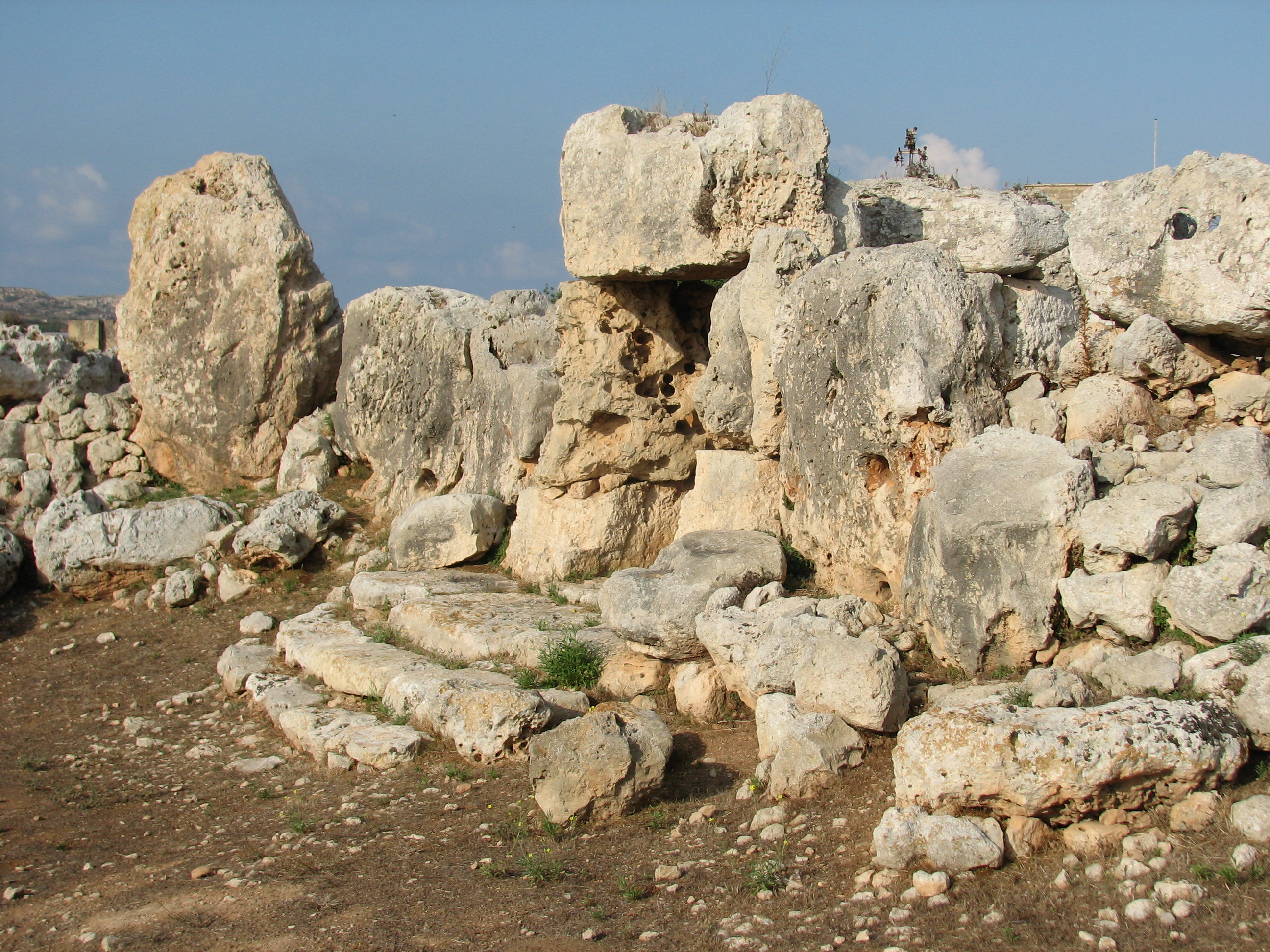
Ta' Ħaġrat

### Ta' Ħaġrat
A Mġarr területén álló Ta' Ħaġrat és Ta' Skorba templomai a templomépítő kultúra mintapéldái. Mindkét helyszínen a klasszikus, ötapszisos alaprajzot találjuk.
Ta' Ħaġrat két templomát 1923. és 1925-26-ban Sir Themistocles Zammit a Nemzeti Múzeum egykori igazgatója tárta fel, majd 1937-ben restaurálták a maradványokat. A nagyobbik templom építésének ideje i. e. 3600 és i. e. 3000 közé, a kisebbiké i. e. 3300 / 3000 közé tehető. A templomok egy régebbi i. e. 4100-3800 között emelt kőépület maradványaira épültek.

### Ta' Skorba
Skorba romjait 1961 és 1963 között D.H. Trump régész tárta fel. A most látható templommaradványok keletkezése előtt már település állt itt. Ennek kézzelfogható emlékei és bizonyítékai a feltárási terület északi részén talált szobrocskák, amelyek kb. i. e. 4100-ból valók. A nagyobbik,  nyugati templom bejárati része a legkorábbi, i. e. 4850 körül emelt épületmaradvány; a templom további részei i. e. 3600-3000 között épültek. A kisebb, keleti templom építésének ideje i. e. 3000-2500. A terület a bronzkorban (i. e. 2500-1500) is lakott település volt.

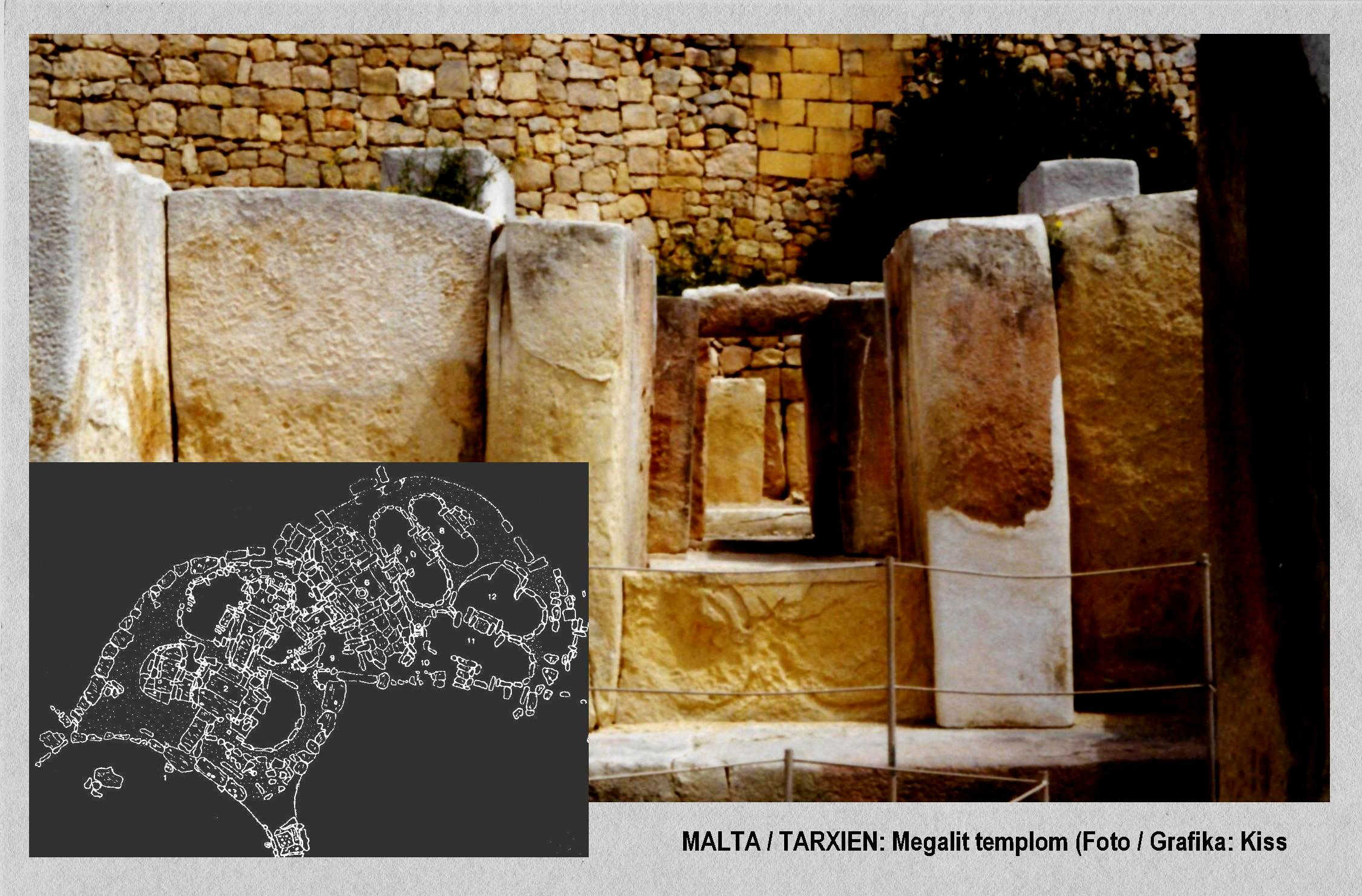
Tarxien temploma és alaprajza

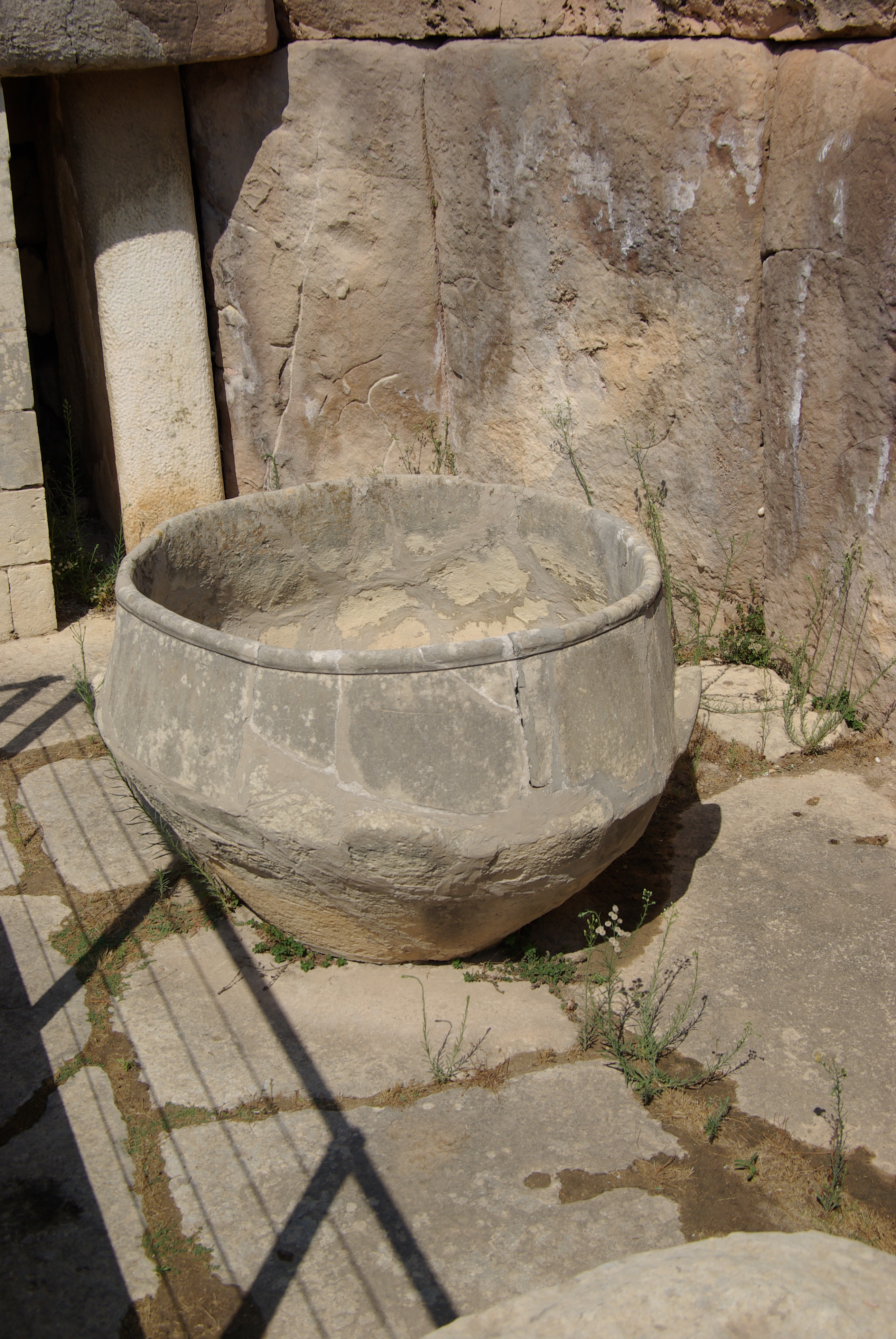
A templom belső tere

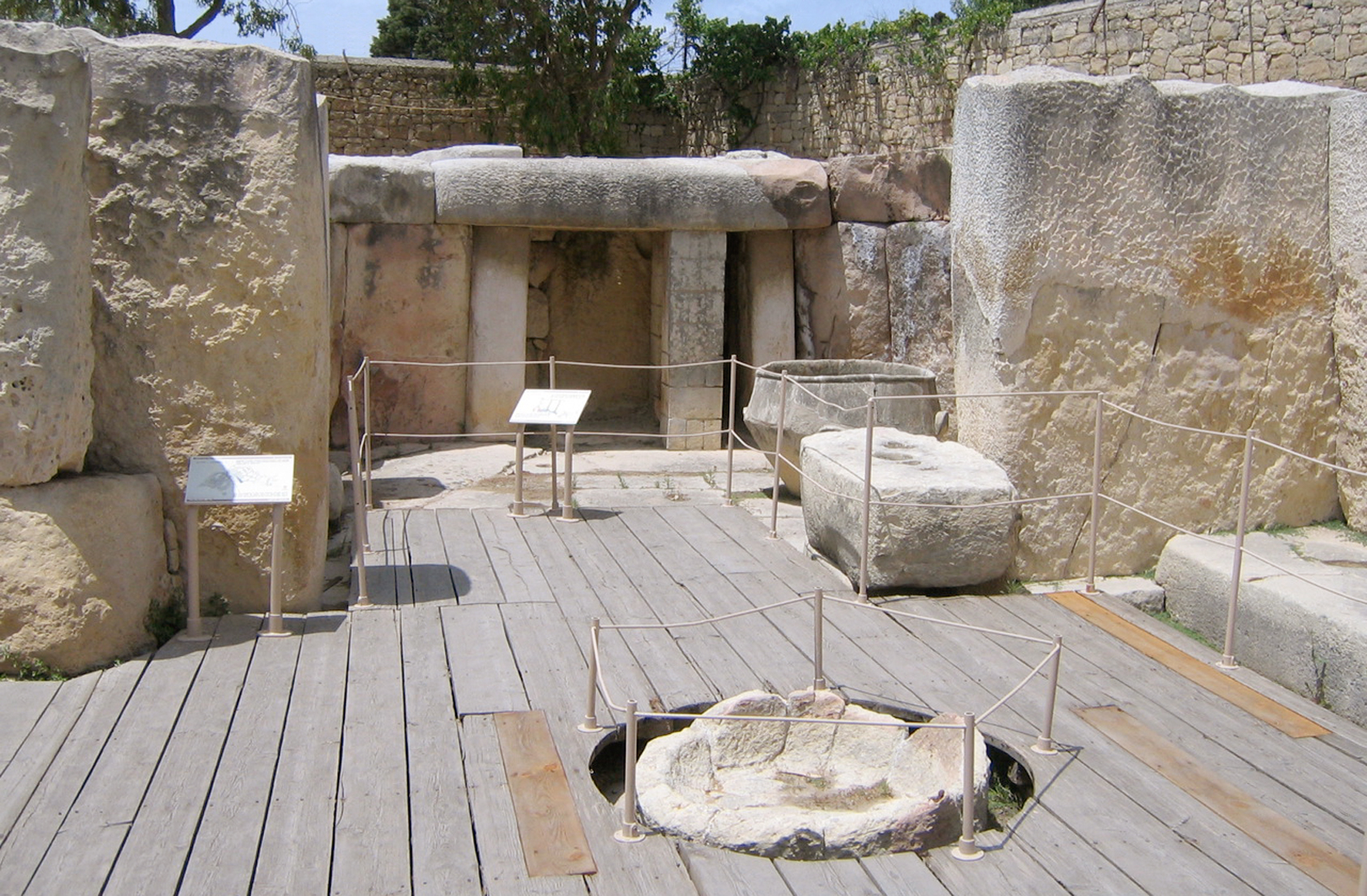
A középső templom résztele

### Tarxien
Mint Málta több őskori emlékét, Tarxien templomait is helybéliek elbeszélése alapján találta meg Zammit, és az 1915-ös ásatás során hozta felszínre. A lelőhely a helység szélén áll, modern épületektől körülvett területen. A ma látható romok három prehisztorikus templomból származnak. Feltehetően a korabeli hívők számának növekedése késztette az építtetőket arra, hogy a templomegyüttest újabb templommal bővítsék.
A déli templom feltételezhetően i. e. 3100 körül épült; 3,4 méter magas homlokzata félkör alapzatú; négy, apszissal ellátott helyiségből áll. A templomban spirálokkal és állatfigurákkal díszített kőtömböket találtak. Az ábrázolásokon megörökített állatokat azzal a szent kovatőrrel áldozták fel, amelyet az egyik oltár mellett, egy falfülkében találtak. A templom egyik kis udvarában állt az a nagy szobor, amely az Anyaistennőt ábrázolta. A kolosszális nőalak csonkán maradt ránk, de tudjuk, hogy kb. 3 méter magas lehetett. A szobor épen maradt alsó része egy díszes alapzaton áll – normális lábfejek, két aránytalanul vastag lábszár és egy hosszú rakott szoknya.
(A teljes szobrot a Ħaġar Qim templom azonos jellegű, kisebb szobrai alapján lehet elképzeli. ,  )
A középső templom i. e. 3000-ből való és a máltai templomok között egyedülállóan három pár helyiségből áll. Tágas, kövezett udvarán nagy kőből rakott tűzhely állt, az egyik termet pedig egy hatalmas kőtál foglalja el – talán ebben gyűjtötték össze az áldozati állatok tetemét. A templom további helyiségeibe csak úgy juthatunk, ha átlépjük a padlóra, illetve vízszintes talpkövekre  helyezett, kettős spirálmotívumokkal díszített kőtömböket, amelyek valószínűleg azt jelezték, hogy oda csak a papok léphetnek be.
A templomegyüttes legrégebbi része egy i. e. 3250 körül emelt egyszerű szerkezetű kistemplom.
A tarxieni megalitikus templomegyüttes az építkezés technikai-technológiai megoldásai mellett több olyan tér-építészeti és téralakítási jellegzetességet mutat, amik a ma emberét is elismerésre késztetik. Ezek közt első helyen a veseszerű alaprajzú épített terek kialakítása és térkapcsolása áll. Ezt funkcionálisan a térkapcsolati helyeken összeszűkülő keresztmetszet trilitekkel (az orthosztát előképe) való kihangsúlyozó szegélyezése a, vizuálisan pedig az oltárszerű „áttekintőablakok” b létesítésével oldották meg.
A templomterek szerkesztésénél határozottan kirajzolódik azok tengelyre való szervezése c. Vélhetően politeizmusra utalnak a nagy terek kápolnaszerű térbővületei[forrás?] d, ugyanakkor az egyes templomtér-együttesek eszmei összefogását a díszes elemekkel is hangsúlyozott főoltár építményei határozzák meg.e, f. A máltai megalitikus templomok díszítésének rendszeresen visszatérő eleme az egyszeres, vagy kettős spirál, illetve  – főként Tarxienben – a négy ellentétes csigavonal, amely a tudósok szerint az életkultusz grafikai összefoglalása.

### További templomok
- Kordin III

## Újabb keletkezés-elmélet
Dmitri Bekh-Ivanov orosz geológus néhány éve felvetette, hogy Málta őskori építményei egy olyan időszakban keletkezhettek, amikor az addig víz alatti vagy víz közeli kőzetekből (agyagos tengeri üledék) álló lapos szigetek egy tektonikai katasztrófa miatt szinte egyik napról a másikra emelkedtek mai helyükre. A felszínen kiszáradó egykori tengeri üledékből keletkeztek a ma "korallmészkőnek" nevezett kőzetek, megőrizve az elköltöző embereknek az ezekbe vágott nyomait, amiket ma keréknyomokként ismerünk. Ugyanezzel magyarázza a templomok készítését is: a kérget képező felszínen az emberek körbevágtak egy-egy kéregdarabot, majd alányúlva egyszerűen felemelték álló helyzetbe. Így készülhettek a templomok hatalmas kövekből álló külső falai. Ha helyben elfogyott az építőanyag, távolabbról már csak kisebb tömböket hoztak a felső sorokhoz. Az alatta még mindig puha agyagból könnyen elkészíthették a rejtélyes torbát (mesterséges kő, amelyet a padlózathoz használtak) is, csak apróbb köveket kellett keverni az agyagba, és elsimítani.